# 布氏刺鲀
布氏刺鲀（学名：Diodon bleekeri）为刺鲀科刺鲀属的鱼类。分布于热带太平洋的热带浅海内、自新加坡、经印度尼西亚诸岛达新几内亚及社会群岛、往北经菲律宾、达日本的琉球附近以及西沙群岛等。该物种的模式产地在社会群岛。